# Michael Roberts
Michael Roberts, född 21 maj 1908, död 1997, var en brittisk historiker och professor vid universitetet i Belfast. 
Roberts ägnade sig åt svensk historia och svenskt kulturliv under många år. Under andra världskriget var han brittisk kulturattaché i Sverige. Han översatte Bellman, Gunnar Wennerberg och Birger Sjöberg till engelska. 
Roberts var 1935-1953 professor i modern historia vid Rhodes University i Sydafrika. Från 1954 var han professor vid universitetet i Belfast. Han invaldes 22 maj 1963 som utländsk ledamot av den svenska Vetenskapsakademien. Han var också utländsk ledamot av svenska Vitterhetsakademien.